# Avenue Junot
Avenue Junot är en gata i Quartier des Grandes-Carrières i Paris 18:e arrondissement. Avenue Junot börjar vid Place Marcel-Aymé och slutar vid Rue Caulaincourt 66. Gatan är uppkallad efter den franske generalen Jean-Andoche Junot (1771–1813).

## Omgivningar
- Sacré-Cœur
- Saint-Pierre de Montmartre
- Théâtre Lepic
- Maison Tristan Tzara
- Moulin de la Galette

## Kommunikationer
- Tunnelbana – linje  – Lamarck – Caulaincourt
- Busshållplats Moulin de La Galette – Paris bussnät, linje 40
- Busshållplats Square Caulaincourt – Paris bussnät, linje 80

### Webbkällor
- ”Avenue Junot”. Mairie de Paris. http://www.v2asp.paris.fr/commun/v2asp/v2/nomenclature_voies/Voieactu/4987.nom.htm. Läst 25 februari 2021.
- ”Avenue Junot”. Les rues de Paris. http://www.parisrues.com/rues18/paris-18-avenue-junot.html. Läst 25 februari 2021.